# Луцій Кальпурній Бестія (еділ)
Луцій Кальпурній Бестія (лат. Lucius Calpurnius Bestia; 96 до н. е. — після 43 до н. е.) — політичний діяч Римської республіки, народний трибун 62 року до н. е., плебейський еділ 59 року до н. е.

## Життєпис
Походив з впливового плебейського роду Кальпурніїв. Син Луція Кальпурнія Бестії.
У 63 році до н. е. був один з прихильників Луція Катіліни. Був обраний народним трибуном на 62 рік до н. е. Згідно з планом змовників, напередодні заколоту повинен був скликати народну сходку і виступити проти Цицерона. Після придушення змови Катіліни люто нападав на Цицерона, звинувачуючи його в незаконній страті римських громадян.
У 59 році до н. е. обіймав посаду плебейського еділа. У 57 році до н. е. надав допомогу Публію Сестію, який намагався домогтися повернення Цицерона з вигнання. У результаті Бестію намагалися вбити прихильники Клодія. Балотувався в претори на 56 рік до н. е. У лютому 56 року до н. е. звинувачувався Марком Целіем Руфом у підкупі виборців, проте був виправданим завдяки захисту Цицерона. Крім цього випадку, ще чотири рази, в невідомі роки і з невідомих звинувачень, був підзахисним Цицерона.
У квітні 56 року до н. е. знову був звинувачений Целіем у підкупі і засуджений, згодом відновлений у правах. У 44—43 роках до н. е. перейшов на бік Марка Антонія. Тоді оголосив себе кандидатом в консули на 42 рік до н. е. замість Децима Брута.
З того часу про подальшу долю Луція Кальпурнія Бестія згадок немає.

## Родина
- Луцій, консул-суфект 34 року до н. е., усиновлений Луцієм Семпронієм Атратіном.